# Sea Towers
Le Sea Towers sono un complesso costituito da due grattacieli di Gdynia, in Polonia, di cui l'edificio più alto misura 141,6 m (125,4 m al tetto). È il decimo edificio più alto della Polonia ed il secondo edificio residenziale più alto del Paese.

## Costruzione
Il 10 maggio 2006 ha avuto luogo la cerimonia della posa della prima pietra.
Il progetto originario prevedeva la copertura della facciata principale con materiale luminoso; in fase di realizzazione si è optato per un granito scuro.
I primi appartamenti sono stati completati nel dicembre 2008, tuttavia il progetto complessivo è stato portato a termine il 28 febbraio 2009 e l'apertura ufficiale ha avuto luogo il 14 agosto 2009.

## Caratteristiche
Il complesso è formato da due torri: la più alta ha 38 piani, la seconda 29. Al termine della costruzione, l'edificio maggiore misurava 125,4 m al tetto e 141,6 m con l'antenna.
I due grattacieli ospitano uffici, servizi e abitazioni residenziali di varie metrature. Sul tetto delle torri sono presenti delle piattaforme di osservazione con vista sul mar Baltico.